# Wannseebahn
| Bahnhof Nikolassee, 2013 | |                                         |                                      |  |  |  |
| Streckennummer (DB): | 6032 Nord-Süd-Tunnel – Schöneberg 6033 Schöneberg–Wannsee 6024 Wannsee – Potsdam 6184 Gütergleis Zehlendorf – Wannsee                    |                                         |                                      |  |  |  |
| Kursbuchstrecke (DB): | 200.1 |                                         |                                      |  |  |  |
| Kursbuchstrecke: | 99 (Wannseebahnhof/Potsdamer Bf – Wannsee 1934) 94 (S-Bahn Berlin-Wannsee – P Hbf 1934) 104a (Berlin Friedrichstraße – Bln-Wannsee 1946) |                                         |                                      |  |  |  |
| Streckenlänge: | 27,8 km |                                         |                                      |  |  |  |
| Spurweite: | 1435 mm (Normalspur) |                                         |                                      |  |  |  |
| Stromsystem: | 750 V = |                                         |                                      |  |  |  |
| Streckengeschwindigkeit: | 100 km/h |                                         |                                      |  |  |  |
| | |                                         |                                      |  |  |  |
| \| \| \| Berlin Potsdamer Bahnhof \| \| \| \| \| \| \| 0,0 \| Berlin Wannseebahnhof \| Berlin Wannseebahnhof \| \| \| \| \| \| \| von Berlin Anhalter Bf \| \| \| \| \| \| \| \| Landwehrkanal \| \| \| \| \| \| \| \| nach Berlin Südkreuz \| \| \| \| \| \| \| \| Berlin Potsdamer Gbf \| \| \| \| \| \| \| 6,1 \| Berlin Yorckstraße (Großgörschenstraße) \| \| \| \| \| \| \| 1,9 \| Berlin Großgörschenstraße (bis 1939) \| Berlin Großgörschenstraße (bis 1939) \| \| \| \| \| \| 6,8 \| Berlin Julius-Leber-Brücke \| Berlin Julius-Leber-Brücke \| \| \| \| \| \| \| (Überwerfungsbauwerk) \| \| \| \| \| \| \| 7,63,5 \| Berlin-Schöneberg Ringbahn \| Berlin-Schöneberg Ringbahn \| \| \| \| \| \| \| von der Ringbahn (Gütergleis) \| \| \| \| \| \| \| \| Berlin-Schöneberg Betriebsbf \| \| \| \| \| \| \| 4,6 \| Berlin-Friedenau \| Berlin-Friedenau \| \| \| \| \| \| 5,7 \| Berlin Feuerbachstraße \| Berlin Feuerbachstraße \| \| \| \| \| \| \| Berlin-Steglitz Gbf \| \| \| \| \| \| \| 6,9 \| Berlin Rathaus Steglitz \| \| \| \| \| \| \| 8,2 \| Berlin Botanischer Garten \| Berlin Botanischer Garten \| \| \| \| \| \| 9,2 \| Berlin-Lichterfelde West \| Berlin-Lichterfelde West \| \| \| \| \| \| \| nach Schönow/Zehlendorf \| \| \| \| \| \| \| 10,8 \| Berlin Sundgauer Straße \| Berlin Sundgauer Straße \| \| \| \| \| \| 12,0 \| Berlin-Zehlendorf \| Berlin-Zehlendorf \| \| \| \| \| \| \| nach Berlin-Düppel \| \| \| \| \| \| \| 14,0 \| Berlin Mexikoplatz \| Berlin Mexikoplatz \| \| \| \| \| \| 15,3 \| Berlin-Schlachtensee \| Berlin-Schlachtensee \| \| \| \| \| \| 17,3 \| Berlin-Nikolassee (Wannseebahn) \| Berlin-Nikolassee (Wannseebahn) \| \| \| \| \| \| \| von Berlin Westkreuz \| \| \| \| \| \| \| 18,624,1 \| Berlin-Wannsee \| Berlin-Wannsee \| \| \| \| \| \| \| nach Stahnsdorf \| \| \| \| \| \| \| \| Teltowkanal \| \| \| \| \| \| \| \| nach Bad Belzig \| \| \| \| \| \| \| \| Landesgrenze Berlin / Brandenburg \| \| \| \| \| \| \| \| von Berlin-Düppel \| \| \| \| \| \| \| 28,7 \| Potsdam Griebnitzsee \| Potsdam Griebnitzsee \| \| \| \| \| \| 31,2 \| Potsdam-Babelsberg \| Potsdam-Babelsberg \| \| \| \| \| \| \| Nuthe \| \| \| \| \| \| \| 33,1 \| Potsdam Hbf \| Potsdam Hbf \| \| \| \| \| \| \| nach Magdeburg \| \| \| \| \| \| \| \| \| \| \| \| \| \| Quellen: Rechts das Streckenband der Ferngleise (bis Zehlendorf und ab Griebnitzsee Teil der Bahnstrecke Berlin–Magdeburg). Die Kilometrierung von Schöneberg bis Wannsee bezieht sich auf den früheren Wannseebahnhof. \| \| \| \| \| \| \| | |                                         |                                      |  |  |  |
| | | Berlin Potsdamer Bahnhof                |                                      |  |  |  |
| S-Kopfbahnhof Streckenanfang (Strecke außer Betrieb) · Strecke (außer Betrieb) | 0,0 | Berlin Wannseebahnhof                   | Berlin Wannseebahnhof                |  |  |  |
| Strecke (außer Betrieb) · Strecke (außer Betrieb) · Strecke von links (im Tunnel) | | von Berlin Anhalter Bf                  | von Berlin Anhalter Bf               |  |  |  |
| Brücke über Wasserlauf (Strecke außer Betrieb) · Brücke über Wasserlauf (Strecke außer Betrieb) · Strecke unter Wasserlauf (im Tunnel) | | Landwehrkanal                           | Landwehrkanal                        |  |  |  |
| Strecke (außer Betrieb) · Strecke (außer Betrieb) · Abzweig geradeaus und nach links (im Tunnel) | | nach Berlin Südkreuz                    | nach Berlin Südkreuz                 |  |  |  |
| Strecke (außer Betrieb) · Dienststation / Betriebs- oder Güterbahnhof (Strecke außer Betrieb) · Tunnelende | | Berlin Potsdamer Gbf                    | Berlin Potsdamer Gbf                 |  |  |  |
| Strecke (außer Betrieb) · Strecke (außer Betrieb) · S-Bahn-Halt | 6,1 | Berlin Yorckstraße (Großgörschenstraße) | U7                                   |  |  |  |
| S-Bahn-Halt (Strecke außer Betrieb) · Strecke (außer Betrieb) · Strecke | 1,9 | Berlin Großgörschenstraße (bis 1939)    | Berlin Großgörschenstraße (bis 1939) |  |  |  |
| Strecke (außer Betrieb) · Bahnhof (Strecke außer Betrieb) · S-Bahn-Halt | 6,8 | Berlin Julius-Leber-Brücke              | Berlin Julius-Leber-Brücke           |  |  |  |
| Verschwenkung nach links (Strecke außer Betrieb) | | (Überwerfungsbauwerk)                   | (Überwerfungsbauwerk)                |  |  |  |
| Turm-S-Bahnhof geradeaus unten · Kreuzung geradeaus unten (Strecke geradeaus außer Betrieb) | 7,63,5 | Berlin-Schöneberg Ringbahn              | Berlin-Schöneberg Ringbahn           |  |  |  |
| Strecke · Abzweig geradeaus und von links (Strecke außer Betrieb) | | von der Ringbahn (Gütergleis)           | von der Ringbahn (Gütergleis)        |  |  |  |
| Strecke · Dienststation / Betriebs- oder Güterbahnhof (Strecke außer Betrieb) | | Berlin-Schöneberg Betriebsbf            | Berlin-Schöneberg Betriebsbf         |  |  |  |
| S-Bahnhof · Strecke (außer Betrieb) | 4,6 | Berlin-Friedenau                        | Berlin-Friedenau                     |  |  |  |
| S-Bahn-Halt · Strecke (außer Betrieb) | 5,7 | Berlin Feuerbachstraße                  | Berlin Feuerbachstraße               |  |  |  |
| Strecke · Dienststation / Betriebs- oder Güterbahnhof (Strecke außer Betrieb) | | Berlin-Steglitz Gbf                     | Berlin-Steglitz Gbf                  |  |  |  |
| S-Bahn-Halt · Strecke (außer Betrieb) | 6,9 | Berlin Rathaus Steglitz                 | U9                                   |  |  |  |
| S-Bahnhof · Strecke (außer Betrieb) | 8,2 | Berlin Botanischer Garten               | Berlin Botanischer Garten            |  |  |  |
| S-Bahn-Halt · Betriebs-/Güterbahnhof Strecke bis hier außer Betrieb | 9,2 | Berlin-Lichterfelde West                | Berlin-Lichterfelde West             |  |  |  |
| Strecke · Abzweig geradeaus und nach links | | nach Schönow/Zehlendorf                 | nach Schönow/Zehlendorf              |  |  |  |
| S-Bahn-Halt · Strecke | 10,8 | Berlin Sundgauer Straße                 | Berlin Sundgauer Straße              |  |  |  |
| S-Bahnhof · ehemaliger S-Bahnhof | 12,0 | Berlin-Zehlendorf                       | Berlin-Zehlendorf                    |  |  |  |
| Abzweig geradeaus und ehemals von links · Abzweig geradeaus, ehemals nach links und ehemals nach rechts | | nach Berlin-Düppel                      | nach Berlin-Düppel                   |  |  |  |
| S-Bahn-Halt · Strecke | 14,0 | Berlin Mexikoplatz                      | Berlin Mexikoplatz                   |  |  |  |
| S-Bahnhof · Strecke | 15,3 | Berlin-Schlachtensee                    | Berlin-Schlachtensee                 |  |  |  |
| S-Bahn-Halt · Strecke | 17,3 | Berlin-Nikolassee (Wannseebahn)         | Berlin-Nikolassee (Wannseebahn)      |  |  |  |
| Abzweig geradeaus und von rechts · Abzweig geradeaus und von rechts | | von Berlin Westkreuz                    | von Berlin Westkreuz                 |  |  |  |
| S-Bahnhof · Bahnhof | 18,624,1 | Berlin-Wannsee                          | Berlin-Wannsee                       |  |  |  |
| Abzweig geradeaus und ehemals nach links · Kreuzung geradeaus unten (Querstrecke außer Betrieb) | | nach Stahnsdorf                         | nach Stahnsdorf                      |  |  |  |
| Brücke über Wasserlauf · Brücke über Wasserlauf | | Teltowkanal                             | Teltowkanal                          |  |  |  |
| Strecke · Abzweig geradeaus und nach links | | nach Bad Belzig                         | nach Bad Belzig                      |  |  |  |
| Grenze · Grenze | | Landesgrenze Berlin / Brandenburg       | Landesgrenze Berlin / Brandenburg    |  |  |  |
| Strecke · Abzweig geradeaus und ehemals von links | | von Berlin-Düppel                       | von Berlin-Düppel                    |  |  |  |
| S-Bahnhof · Bahnhof | 28,7 | Potsdam Griebnitzsee                    | Potsdam Griebnitzsee                 |  |  |  |
| S-Bahnhof · Strecke | 31,2 | Potsdam-Babelsberg                      | Potsdam-Babelsberg                   |  |  |  |
| Brücke über Wasserlauf · Brücke über Wasserlauf | | Nuthe                                   | Nuthe                                |  |  |  |
| S-Kopfbahnhof Streckenende · Bahnhof | 33,1 | Potsdam Hbf                             | Potsdam Hbf                          |  |  |  |
| Strecke | | nach Magdeburg                          | nach Magdeburg                       |  |  |  |
| | |                                         |                                      |  |  |  |
| Quellen: Rechts das Streckenband der Ferngleise (bis Zehlendorf und ab Griebnitzsee Teil der Bahnstrecke Berlin–Magdeburg). Die Kilometrierung von Schöneberg bis Wannsee bezieht sich auf den früheren Wannseebahnhof. | |                                         |                                      |  |  |  |

Die Wannseebahn ist eine Berliner Vorortbahn vom früheren Potsdamer Bahnhof (in der Nähe des Potsdamer Platzes) nach Potsdam über Berlin-Schöneberg und Wannsee am Großen Wannsee, nach dem die Strecke benannt wurde. Sie wird von der Linie S1 der Berliner S-Bahn bedient.

## Geschichte

### Alte Wannseebahn
Die erste Wannseebahn, später Alte Wannseebahn genannt, entspricht ungefähr dem Streckenabschnitt der Berliner S-Bahn ab der Station Zehlendorf (Linie S1) über Mexikoplatz (S1), Schlachtensee (S1), Nikolassee (S1/S7) und Wannsee (S1/S7) bis kurz vor Griebnitzsee (S7).
In den 1860er Jahren begann die Erschließung des Geländes zwischen Berlin und Potsdam zur Errichtung von Villenkolonien. Die ersten Viertel dieser Art entstanden auf Betreiben Johann Anton Wilhelm Carstenns in Lichterfelde. Im Dezember 1872 ging der Bahnhof Lichterfelde B. M. (heute: Berlin-Lichterfelde West) in Betrieb. Mitte der 1860er Jahre erwarb der Aufsichtsratsvorsitzende der Berlin-Potsdam-Magdeburger Eisenbahn-Gesellschaft (BPME) Wilhelm Conrad ein Gelände in Nähe des Großen Wannsees, das er kurze Zeit darauf parzellieren ließ. 1869 regten mehrere Grundstücksbesitzer, darunter Prinz Friedrich Karl von Preußen, den Bau einer Zweigbahn zur Erschließung des Geländes am Wannsee und Schlachtensee an. Die eingleisige Strecke sollte bei Zehlendorf aus der Stammbahn Berlin – Potsdam ausfädeln, in Schlachtensee und Wannsee jeweils eine Haltestelle bekommen und bei Kohlhasenbrück wieder in die Stammstrecke einfädeln. Der spätere zweigleisige Ausbau sollte beim Bau berücksichtigt werden.

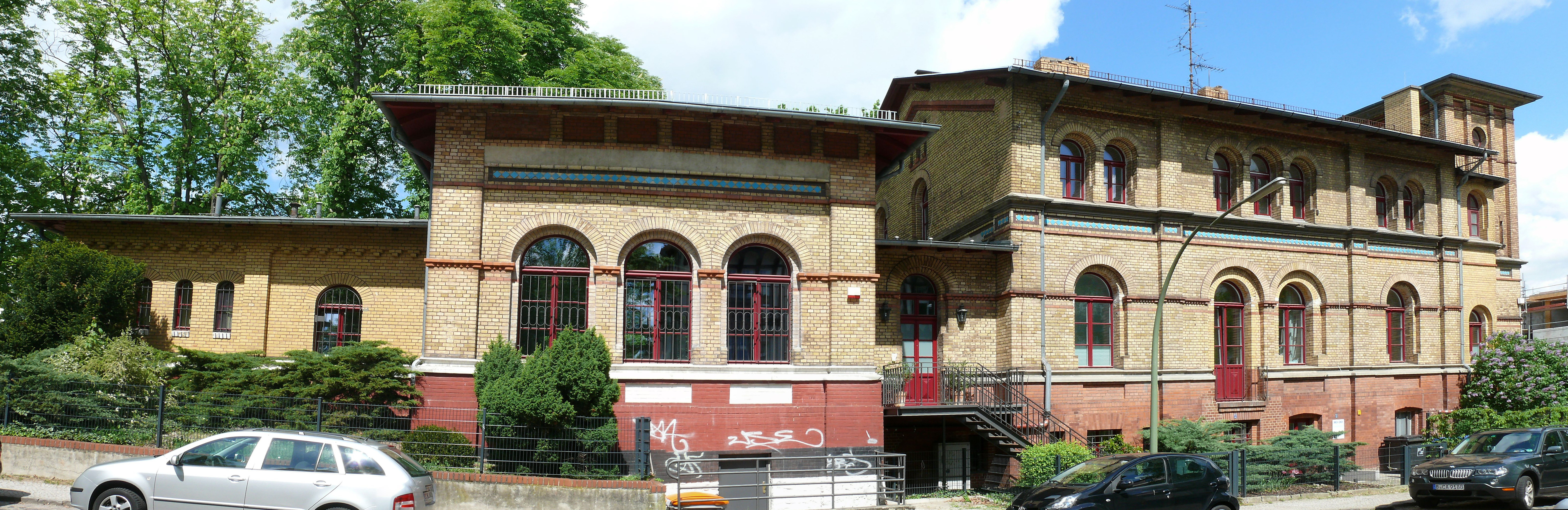
Empfangsgebäude des Bahnhofs Schlachtensee (eröffnet: 1874), 2013

Im Februar 1870 begann die BPME mit den Vorarbeiten für die Strecke, am 31. Mai 1871 ging die landesherrliche Genehmigung ein, im nächsten Jahr folgte die landespolizeiliche Überprüfung der Baupläne. Die Gesellschaft hatte sich in der Zwischenzeit entschlossen, die Bahn von Beginn an zweigleisig auszuführen. Die zweigleisige Streckenführung durch ein zur damaligen Zeit noch unbebautes Gelände führte schnell zum Spitznamen „Wahnsinnsbahn auf Conrädern“. Die BPME führte hierzu aus, dass bei einer späteren Anlage eines separaten Gleispaares zwischen Berlin und Zehlendorf sowie Kohlhasenbrück und Potsdam eine viergleisige Verbindung zwischen beiden Städten bestünde, von denen die Strecke über Wannsee ausschließlich dem Lokalverkehr vorbehalten sein würde, die Stammbahn hingegen ausschließlich dem Fernverkehr. Entsprechende Anträge hierzu stellte die BPME bereits 1873. Da hiermit aber die Beseitigung von Wegeübergängen gefordert wurde, überstieg das Vorhaben den finanziellen Spielraum der Gesellschaft, weshalb diese das Vorhaben zunächst zurückstellte. Beim Bau der Wannseebahn bestand die Gefahr, dass der Materialtransport für die Hochbauten durch das sumpfige und waldreiche Gelände nur schwer vorankäme. Daher wurde dieser Schritt erst nach Vollendung eines Streckengleises angegangen, wodurch eine kostengünstige Transportmöglichkeit geschaffen war. Die Arbeiten zogen sich dadurch jedoch in die Länge.
Die offizielle Eröffnung der Wannseebahn als erster Berliner Vorortstrecke fand am 1. Juni 1874 statt. Neben den Zwischenstationen Schlachtensee und Wannensee (ab 1878: Wannsee) wurde am gleichen Tag der Bahnhof Neubabelsberg (heute: Potsdam Griebnitzsee) an der Stammbahn westlich von Kohlhasenbrück eröffnet. Die auf der Wannseebahn verkehrenden Züge hielten zwischen Berlin und Potsdam an allen Zwischenstationen. Wenige Monate nach der Eröffnung ging 1. November 1874 die Haltestelle Friedenau nördlich von Steglitz in Betrieb. Die steigenden Zugzahlen hatten zur Folge, dass das Gleisfeld des Potsdamer Bahnhofs in Berlin wenige Jahre später umgebaut werden musste.
Zwischen Wannsee und Kohlhasenbrück wurden 1879 separate Ferngleise der Wetzlarer Bahn neben den Vorortgleisen der Wannseebahn gebaut. Ursprünglich sollte deren Trasse nördlich der Wannseebahn dicht am Seeufer verlaufen. Dies hätte jedoch gärtnerische Anlagen zerstört. So erhielt auch auf Betreiben von Prinz Friedrich Karl die neue Strecke eine andere Trassenführung. Sie überquert die Wannseebahn im Bereich des späteren Bahnhofs Nikolassee und verläuft anschließend südlich neben deren Gleisen. 1880 wurde die Berlin-Potsdam-Magdeburger Eisenbahngesellschaft verstaatlicht.

### Neue Wannseebahn
Die Neue Wannseebahn entstand zwischen Berlin und Zehlendorf als separate Vorortbahn neben den Gleisen der Bahnstrecke Berlin–Magdeburg und ist damit ein Vorläufer der Strecke der Berliner S-Bahnlinie S1. Ab Zehlendorf wurde die Strecke mit der Alten Wannseebahn verknüpft.
Der Vorortverkehr zwischen Berlin, Steglitz und Zehlendorf nahm in den 1880er Jahren infolge des raschen Bevölkerungswachstums stark zu. 1880 verkehrten zwischen Berlin und Steglitz 80 Züge, von denen 76 Züge von und nach Zehlendorf weiterfuhren. 1886 waren es 98 Züge zwischen Berlin und Steglitz, von denen 96 Züge von und nach Zehlendorf fuhren. Bereits 1883 sollten der Bahnhof Steglitz höher gelegt und der Bahnübergang an der Albrechtstraße beseitigt werden. Anstelle des Haus- und Zwischenbahnsteigs sollte ein Mittelbahnsteig für beide Fahrtrichtungen entstehen. Kurz nachdem das Preußische Abgeordnetenhaus den entsprechenden Teil im Eisenbahn-Anleihegesetz abgelehnt hatte, kam es am 2. September 1883 zu einem schweren Unfall im Bahnhof. Eine auf die Rückfahrt nach Berlin wartende Menschenmenge hatte die Absperrung zum Zwischenbahnsteig eigenmächtig geöffnet und war dabei von einem Schnellzug der Gegenrichtung erfasst worden; 39 Tote und sechs Schwerverletzte waren zu beklagen. Durch den Unfall genoss das Bauvorhaben nun höchste Priorität und wurde im Folgejahr bewilligt. Der Bahnhofsumbau war im Oktober 1885 weitgehend abgeschlossen, die Tieferlegung der Albrechtstraße zog sich bis 1887 hin.
Im Eisenbahn-Anleihegesetz vom 1. April 1887 waren nun die Finanzmittel für den viergleisigen Ausbau der Strecke Berlin – Zehlendorf bewilligt. Das weitere Ansteigen des Verkehrs führte 1888 zur Bewilligung des viergleisigen Ausbaus zwischen Neubabelsberg und Potsdam sowie ein Jahr später zur Aufstockung des Budgets für den Abschnitt bis Zehlendorf von 3,86 Millionen Mark (kaufkraftbereinigt in heutiger Währung: rund 33,8 Millionen Euro) um weitere 1,94 Millionen Mark. Zeitgleich wurde der Ausbau der Südringspitzkehre beschlossen. Diese begann ebenfalls am Potsdamer Bahnhof und führte östlich der Stammbahn zur Berliner Ringbahn. Die Züge der Ringbahn und Wannseebahn erhielten östlich und westlich des Fernbahnhofs jeweils einen vorgelagerten Flügelbahnhof mit einem Mittelbahnsteig, der als Wannseebahnhof bezeichnete westliche Flügelbahnhof erhielt überdies eine Bahnhofshalle. Beide Flügelbahnhöfe waren über einen Tunnel mit dem Fernbahnhof und den angrenzenden Straßen verbunden. Da die Unterwegsstationen bis Zehlendorf ausschließlich dem Vorortverkehr dienen sollten, war ihr Neubau an den Vorortgleisen vorgesehen. Zu den vorhandenen Bahnhöfen Friedenau, Steglitz, Lichterfelde, Zehlendorf, Schlachtensee, Wannsee, Neubabelsberg, Nowawes-Neuendorf (heute: Potsdam-Babelsberg) und Potsdam kam noch der Bahnhof Großgörschenstraße hinzu. Südlich des Landwehrkanals entstand ein Bahnbetriebswerk mit einem Lokschuppen für 20, später 24 Maschinen und insgesamt 2700 Metern Abstellgleise.
Die Bahnhöfe waren nach einheitlichen Gesichtspunkten gestaltet: Die Bahnsteiglänge lag bei 200 m, die Breite der Mittelbahnsteige variierte je nach Bedeutung der Station zwischen 10,2 und 13,2 m. Um einen schnellen Fahrgastwechsel zu ermöglichen, wurde die Bahnsteighöhe bis einschließlich Wannsee auf 76 cm über Schienenoberkante festgelegt, was 44 cm unterhalb des Wagenfußbodens lag. Somit genügte eine Trittstufe, und die Innenräume der Abteilwagen waren vom Bahnsteig aus einzusehen, sodass sich die Fahrgäste auf dem Bahnsteig entsprechend positionieren konnten. Überdacht waren die Bahnsteige von mit Dachpappe belegten Holzsatteldächern, die auf zwei Reihen gusseiserner Stützen ruhten.
Der Abschnitt Neubabelsberg – Potsdam war angesichts des zu erwartenden geringeren Verkehrs nicht so umfangreich ausgebaut worden. Die Strecke verlief weiterhin in Niveaulage, und einzelne Bahnübergänge bestanden nach dem Ausbau weiterhin. Die Bahnsteighöhe betrug 30 Zentimeter. In Potsdam entstand abweichend zu den Mittelbahnsteigen ein Seitenbahnsteig für die Züge der Wannseebahn. Da beiderseits der Bahn mit Bäumen besäumte Straßen verliefen, hätte die Staatsbahn bei der Anlage eines nördlichen Gleispaares die Bäume der nördlichen Straße fällen müssen. Die Kritik seitens der Anwohner führte dazu, dass beiderseits der bestehenden Strecke je ein neues Gleis errichtet und die Gleisachse der Fernbahn anschließend nach Süden verschwenkt wurde.
Die als Neue Wannseebahn bezeichnete Strecke Berlin – Zehlendorf und die Vorortgleise Neubabelsberg – Potsdam gingen am 1. Oktober 1891 in Betrieb. Zwischen Berlin und Potsdam standen somit zwei getrennte Gleispaare für den Fern- und Vorortverkehr zur Verfügung.
Die Züge verkehrten nun in der Regel vom Potsdamer Bahnhof in Berlin bis Wannsee, vereinzelt nur bis Zehlendorf. Dort befanden wie auch in Steglitz und Schlachtensee Kehranlagen. Im Sommer 1894 bestand zwischen Berlin und Wannsee eine Zugfolge von 20 Minuten, in der Hauptverkehrszeit fuhren die Züge nach Zehlendorf alle zehn Minuten. Ab dem 1. Mai 1895 bestand im Berufsverkehr zwischen Berlin und Zehlendorf ein Fünf-Minuten-Takt. Zwischen Wannsee und Potsdam fuhren die Züge hingegen nur stündlich, da die Fahrt mit den Magdeburger Fernzügen und den von der Stadtbahn kommenden Züge deutlich schneller verlief. Letztere nutzten ab 1891 ebenfalls die Vorortgleise zwischen Wannsee und Potsdam.

### Berliner Vororttarif
Gleichzeitig mit der Inbetriebnahme der Vorortgleise der Neuen Wannseebahn am 1. Oktober 1891 führte die Staatsbahn den ermäßigten Berliner Vororttarif ein, der auf der Stadt- und Ringbahn sowie den meisten Vorortbahnen im Umland von Berlin galt.
Außer auf der Wannseebahn galt der Vororttarif auch in den Lokalzügen auf der Stammbahn, die über Potsdam hinaus nach Werder (Havel) fuhren. Der Vororttarif trug bereits im ersten Monat zusammen mit dem verbesserten Fahrtangebot Rechnung und ließ die Fahrgastzahlen auf der Wannseebahn um über 50 Prozent steigen.
Der Berliner Vororttarif und der Bau weiterer Bahnhöfe an den Vorortbahnen erleichterten den Berufstätigen den Weg zu den Arbeitsstätten und beschleunigten die Siedlungsentwicklung der Orte an den Vorortbahnen. In einigen Fällen entstanden sogar neue Villensiedlungen um die Bahnhöfe herum, z. B. Zehlendorf-West (heute Mexikoplatz), Nikolassee und Neubabelsberg (heute Griebnitzsee), aber auch in Hermsdorf und Frohnau.

### Elektrischer Versuchsbetrieb

Von Siemens ausgerüsteter Triebwagen 2482 des elektrischen Versuchsbetriebs in Höhe des Potsdamer Güterbahnhofs, um 1900

Bereits 1891 regte der Eisenbahndirektor Bork der KED Berlin eine vollständige Elektrifizierung der Berliner Stadt-, Ring- und Vorortbahnen an. Der Direktor der Union-Elektricitäts-Gesellschaft (UEG) Koss griff das Thema auf einer Versammlung des Vereins Deutscher Maschinen-Ingenieure erneut auf. Er machte dabei auf die Vorteile gegenüber dem Dampfbetrieb wie kürzere Fahrzeiten und daraus resultierend eine höhere Zugfolge aufmerksam. Trotz Kritik seitens der Gegner, die eine Ausweitung des Dampfbetriebs durch stärkere Lokomotiven für möglich hielten, wurde im Frühjahr ein Versuchsbetrieb mit elektrischen Fahrzeugen beschlossen.
Die Wannseebahn mit ihren vom Fernverkehr getrennten Gleisen und der teils dichten Belegung von zwölf Zügen je Stunde und Richtung bot ein optimales Einsatzfeld. Zudem erklärte sich Siemens & Halske bereit, die elektrische Ausrüstung zu übernehmen und den benötigten Strom aus dem nahegelegenen eigenen Kraftwerk der Straßenbahn Groß-Lichterfelde bereitzustellen. Als Triebfahrzeuge waren zwei Abteilwagen (Berlin 2481 und 2482) vorgesehen, die in der Eisenbahn-Hauptwerkstätte Tempelhof dafür umgerüstet wurden. Dazwischen sollten weitere acht Abteilwagen laufen, die mit den erforderlichen elektrischen Leitungen versehen wurden. Die Stromzuführung mit 750 Volt Gleichstrom erfolgte über eine seitlich angebrachte dritte Schiene, die von oben bestrichen wurde. Für die Stromschienen wurden alte Eisenbahnschienen verwendet, die an den Stößen mit Kupferseilen elektrisch verbunden waren. Gleiches galt für die Fahrschienen, die als Rückleiter fungierten. Die Stromschienen waren ausgehend von der Gleismitte 1570 mm seitlich und 320 mm über Schienenoberkante angebracht. Alle vier bis fünf Meter waren die Stromschienen auf Isolatoren gelagert. Die Isolatoren saßen auf sogenannten Sattelhölzern, die auf die Schwellen aufgeschraubt waren. An den Unterbrechungsstellen waren die Stromschienen mit einer entsprechenden Neigung verlegt, sodass die Stromabnehmer möglichst ohne Stoß auf- und ablaufen konnten. In den Bahnhöfen waren sie zum Schutz vor Berührung mit Brettern verkleidet, auf der freien Strecke verzichtete man darauf und errichtete im Abstand von 100 m Tritte zum Überqueren der Leitungen.
Siemens & Halske stellte die elektrische Ausrüstung von Strecke und Triebwagen im April 1900 fertig, sodass mit den ersten Versuchsfahrten während der nächtlichen Betriebspausen begonnen werden konnte. Nachdem die Fahrschalter und Stromabnehmer geringfügige Änderungen erfuhren, konnte am 18. April 1900 die erste vollständige Versuchsfahrt unternommen werden. Die in den nachfolgenden Monaten unternommenen Fahrten dienten vorwiegend der Personalschulung. Am 1. August 1900 begann der elektrischen Zugbetrieb zwischen dem Wannseebahnhof in Berlin und dem Bahnhof Zehlendorf. Zunächst verkehrten täglich sechs Fahrten mit dem elektrischen Triebzug, deren Anzahl sich im Laufe des Versuchsbetriebs auf 30 Fahrten steigerte. Die gewonnene Zeit wurde anfangs für Unterhaltungs- und Erprobungsarbeiten benötigt. Der Versuchszug verkehrte im Fahrplan der Dampfzüge, sodass sich keine Fahrzeitverkürzung ergab. Direktor Bork bemerkte in einem ersten Bericht drei Monate nach Aufnahme des Betriebs, dass dieser durchweg positiv aufgenommen wurde. Die Fahrgäste begrüßten das sanftere Anfahren der Züge und den Wegfall der mit dem Dampfbetrieb verbundenen Geräusche und Rauchbelästigungen. Für das Personal sei der Einsatz mit deutlichen Erleichterungen verbunden gewesen. Hinsichtlich der Stromzuführung ergab sich das Problem, dass die Kupferdrähte an den Stößen zu brechen neigten, weshalb sie durch massivere Kupferseile ersetzt wurden. Bork machte weiterhin Aufzeichnungen über den Stromverbrauch, die Abnutzung der Fahrzeuge, Löhne und Gehälter für das Fahrpersonal etc. und regte an, ähnliche Betrachtungen mit einem Dampfzug auf gleicher Strecke zu machen. Der Versuchsbetrieb endete am 1. Juli 1902. In technischer Hinsicht überzeugte das Vorhaben, weshalb sich die preußischen Staatsbahnen zu einem weiteren Versuchsbetrieb auf der Lichterfelder Vorortbahn entschlossen. Dieser sah eine vollständige Elektrifizierung der Vorortzüge vor.

### Entwicklung im frühen 20. Jahrhundert

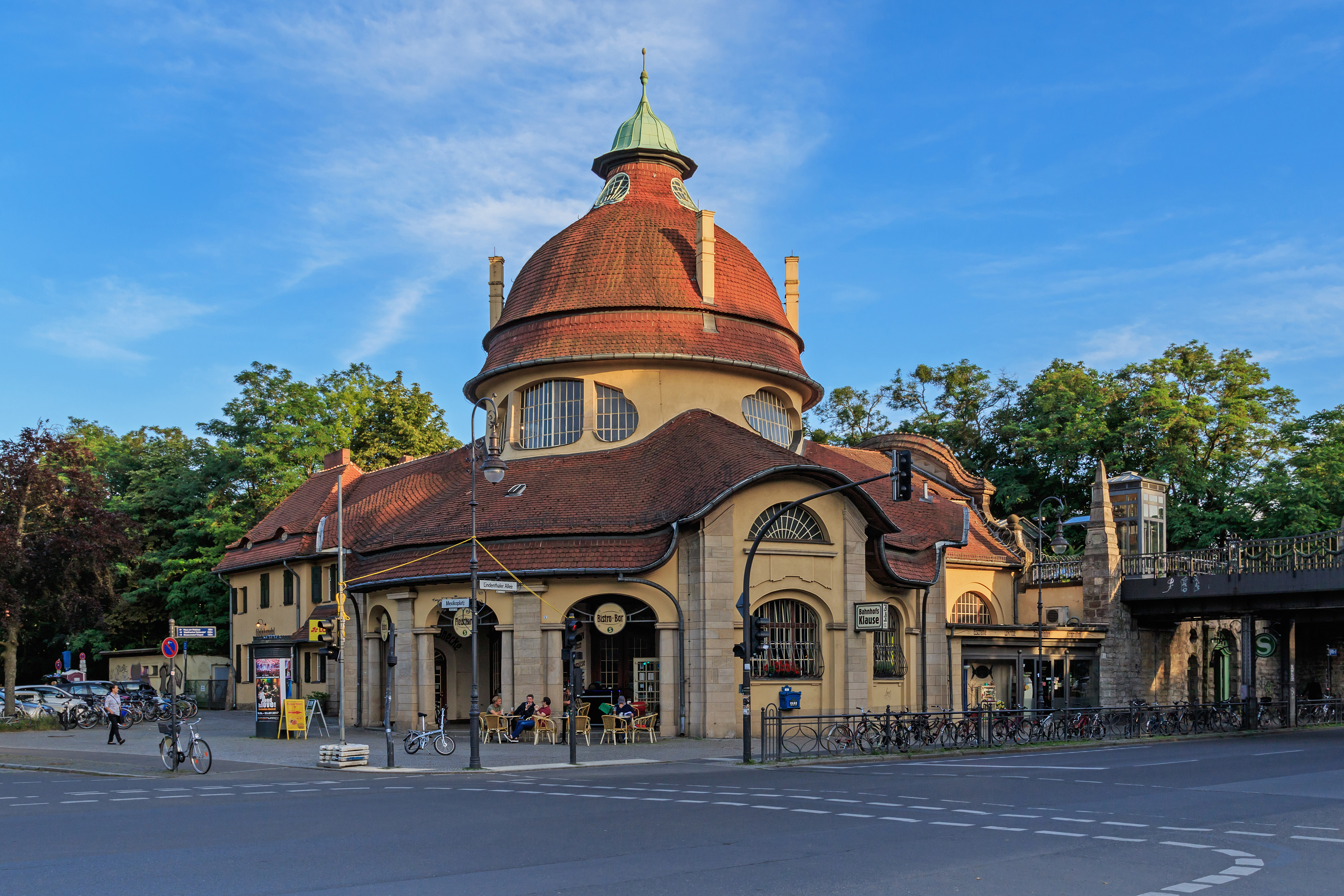
Bahnhof Mexikoplatz. (eröffnet: 1904), 2013

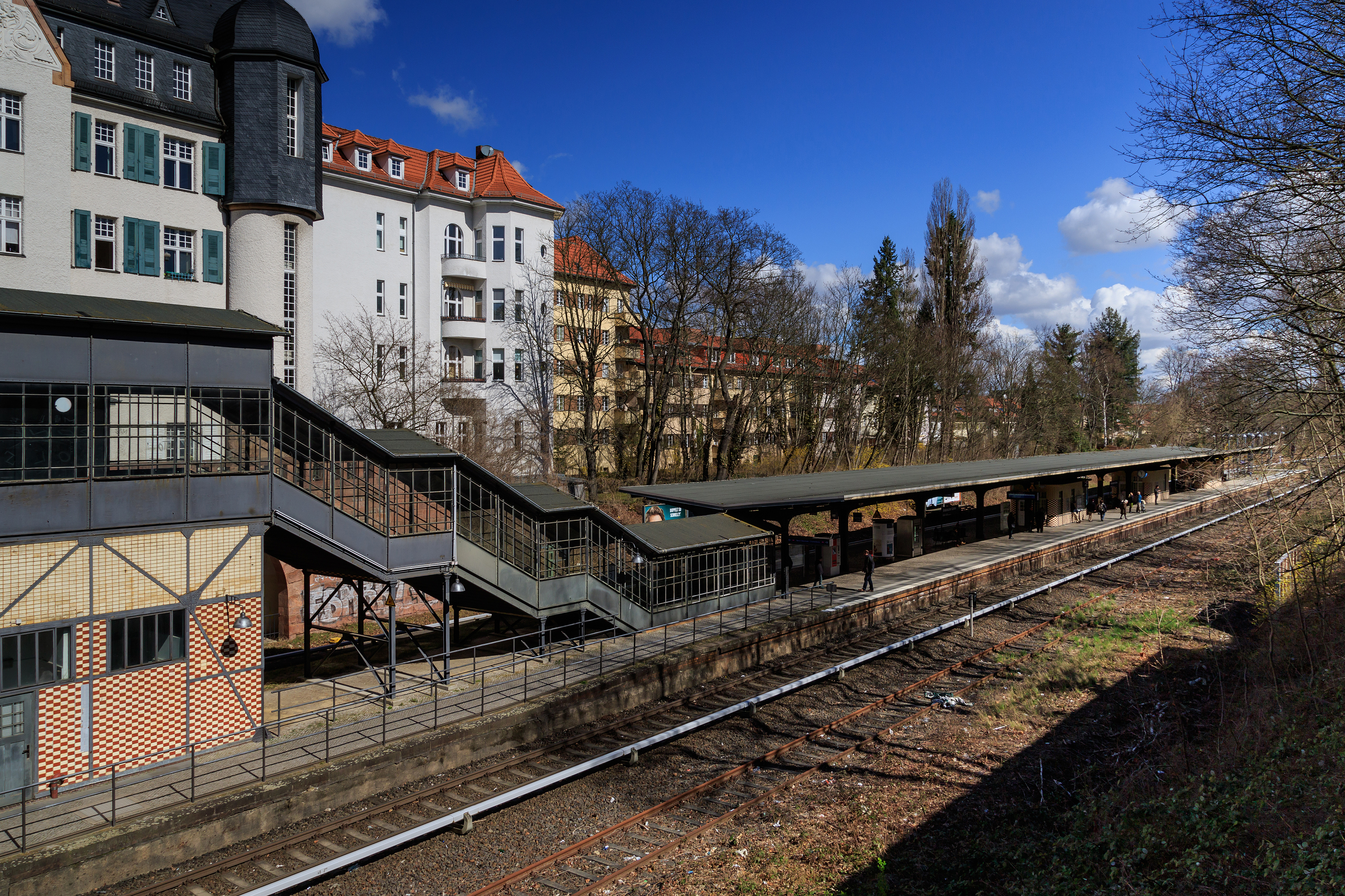
Bahnhof Botanischer Garten (eröffnet: 1909), 2015

Anfang des 20. Jahrhunderts wurden mehrere neue Stationen eröffnet. Vorausgegangen war die Erschließung des südlichen Grunewalds durch diverse Terraingesellschaften. Um Investoren zu locken, sollten die neuen Bahnhöfe möglichst bald nach der Erschließung des Geländes in Betrieb gehen. Da in diesem Stadium nur ein geringes Fahrgastaufkommen zu erwarten war, mussten die Gesellschaften die Bahnhöfe selber finanzieren. Zugleich sollten die Bahnhöfe mit repräsentativen Empfangsgebäuden als Aushängeschilder dienen. Am 1. Mai 1902 ging der Bahnhof Nikolassee in Betrieb. Zwei Jahre später folgte der Bahnhof Zehlendorf Beerenstraße (seit 1987: Mexikoplatz). Dieser wurde am 15. Dezember 1911 in Zehlendorf West umbenannt, der Bahnhof Zehlendorf erhielt zeitgleich den Zusatz Mitte. Zwischen Lichterfelde und Steglitz ging am 1. Mai 1909 der Bahnhof Berlin Botanischer Garten in Betrieb. Weitere Haltepunkte an der Feldstraße in Steglitz und in Höhe der Ringbahn wurden zunächst nicht verwirklicht, ebenso eine mögliche Verlegung des Bahnhofs Friedenau. Zur Verdichtung des Zugangebots ließ die Königliche Eisenbahn-Direktion Berlin (KED Berlin) den Blockabstand durch Inbetriebnahme weiterer Blockstellen verkürzen, sodass zwischen Berlin und Zehlendorf ab 1906 technisch ein Drei-Minuten-Takt gefahren werden konnte. Tatsächlich verdichtete die KED Berlin die Taktfolge in den Spitzenzeiten auf vier Minuten.
Um die Leistungsfähigkeit der Bahn weiter zu steigern, führte die KED Berlin ab dem 1. Mai 1903 einzelne schnellfahrende Vorortzüge ein. Diese fuhren zwischen Berlin und Zehlendorf ohne Halt durch und verkürzten die Fahrzeit auf diesem Streckenabschnitt auf 15 Minuten. Da sie den Lauf der übrigen Vorortzüge beeinträchtigten und eine höhere Taktfolge so nicht möglich war, wurden sie zum 1. Mai 1907 wieder eingestellt. Am 16. Dezember 1907 führte die KED wieder den Schnellverkehr ein. Die Züge fuhren zunächst nur in Richtung Berlin und wechselten über die Gütergleise des Bahnhofs Zehlendorf auf die Stammbahn, wo ein provisorischer Seitenbahnsteig errichtet wurde. Ab dem 1. Oktober 1909 verkehrten auch Züge der Gegenrichtung, nachdem ein zweiter Bahnsteig am Streckengleis Berlin – Potsdam in Betrieb ging. Da die Züge vorrangig von der hiesigen wohlhabenden Bevölkerung genutzt wurde, bürgerte sich schnell die Bezeichnung „Bankierzüge“ ein. Da das Fahrgastaufkommen weiter um jährlich bis zu zehn Prozent anstieg, überlegte die KED Berlin, einen Teil der Wannseezüge dauerhaft auf die Stammbahn zu verlagern. Hierzu ließ sie eine Überführung am Bahnhof Zehlendorf errichten, womit die stadteinwärtigen Züge beide Ferngleise überqueren konnten. In der Gegenrichtung wurde ein Gütergleis als Verbindungsgleis hergerichtet, es kreuzte in Richtung Wannsee das stadteinwärtige Gleis der Wannseebahn. Nach der Fertigstellung der Überführung am 3. August 1911 wurde der Bau eines zweiten Mittelbahnsteigs in Zehlendorf in Angriff genommen, dieser wurde vermutlich im Frühjahr 1914 seiner Bestimmung übergeben. Er war zunächst nur Halt für die Bankierzüge, die Vorortzüge Richtung Werder fuhren durch.
Zwischen Wannsee und Zehlendorf fuhren die Vorortzüge im Mischverkehr mit den Ortsgüterzügen. In Schlachtensee bestand eine Überholmöglichkeit, jedoch waren die Gleise zu kurz bemessen, als dass sie alle Güterzüge der damals üblichen Zuglängen hätten nutzen können. Um den Engpass zu beseitigen, wurde 1907 der Bau eines separaten Streckengleises bis Schlachtensee beschlossen, das am 1. Februar 1909 in Betrieb ging. Am 1. September 1934 wurde das Gleis bis Zehlendorf verlängert, mit dem Ausbau wurden zudem die letzten Bahnübergänge an der Alten Wannseebahn geschlossen.

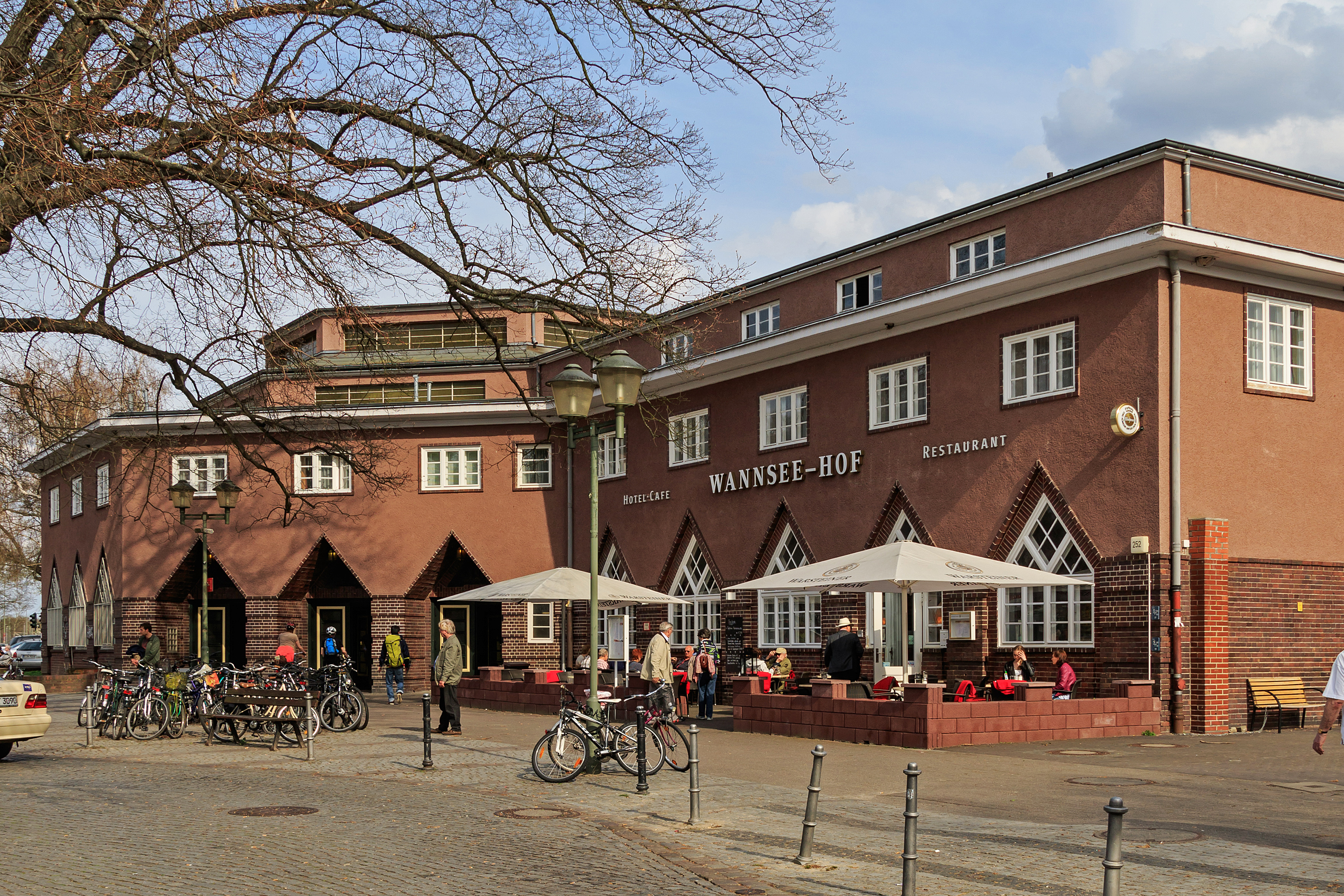
Empfangsgebäude des Bahnhofs Wannsee (erbaut: 1928), 2015

In Potsdam ging 1903 ein weiterer Vorortbahnsteig in Betrieb, womit den Stadtbahn- und Wannseebahnzügen getrennte Bahnsteige zur Verfügung standen. 1912 wurde die Bahnsteighöhe auf dem Abschnitt bis Potsdam auf 76 cm angehoben. Bis 1915 erfolgte die Höherlegung der Gleise im Bereich Nowawes. Daneben wurden kleinere Arbeiten an den einzelnen Bahnhöfen wie die Erneuerung der Stellwerke und der Bau von Gleiswechseln in Angriff genommen. 1913 erreichte die Wannseebahn mit 42,3 Millionen beförderten Fahrgästen ihren vorläufigen Höchststand.
Durch das am 1. Oktober 1920 in Kraft getretene Groß-Berlin-Gesetz wurden mehrere Vororte nach Berlin eingemeindet, die Stadtgrenze verschob sich dadurch bis nach Kohlhasenbrück. Die nun in Berlin gelegenen Bahnhöfe erhielten nach und nach den Vorsatz Berlin. Während der Abschnitt Wannsee – Potsdam in das Elektrifizierungsprogramm der Deutschen Reichsbahn einbezogen wurde und von der Stadtbahn aus bedient werden sollte, sollte der Abschnitt Wannseebahnhof – Wannsee weiterhin von Dampfzügen bedient werden. Der Bahnhof Wannsee musste für die Einführung des elektrischen Betriebs umgebaut werden, die Wannseebahngleise endeten nun mittig zwischen den beiden Gleisen der verlängerten Stadtbahn an zwei im Richtungsbetrieb bedienten Mittelbahnsteigen. Am 11. Juni 1928 wurde die Verbindung (Erkner – Stadtbahn –) Wannsee – Potsdam auf elektrischen Betrieb umgestellt, am 7. Oktober 1928 wurden die letzten Dampfzüge auf dem Abschnitt abgezogen. Gleichermaßen wurden die Züge der Wannseebahn fortan nur noch bis zum Bahnhof Wannsee geführt.

### Elektrifizierung

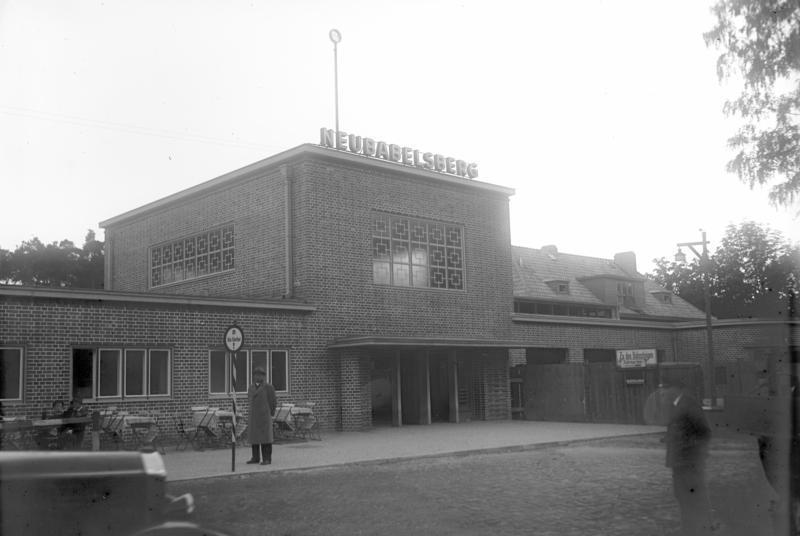
Empfangsgebäude des Bahnhofs Neubabelsberg, 1931

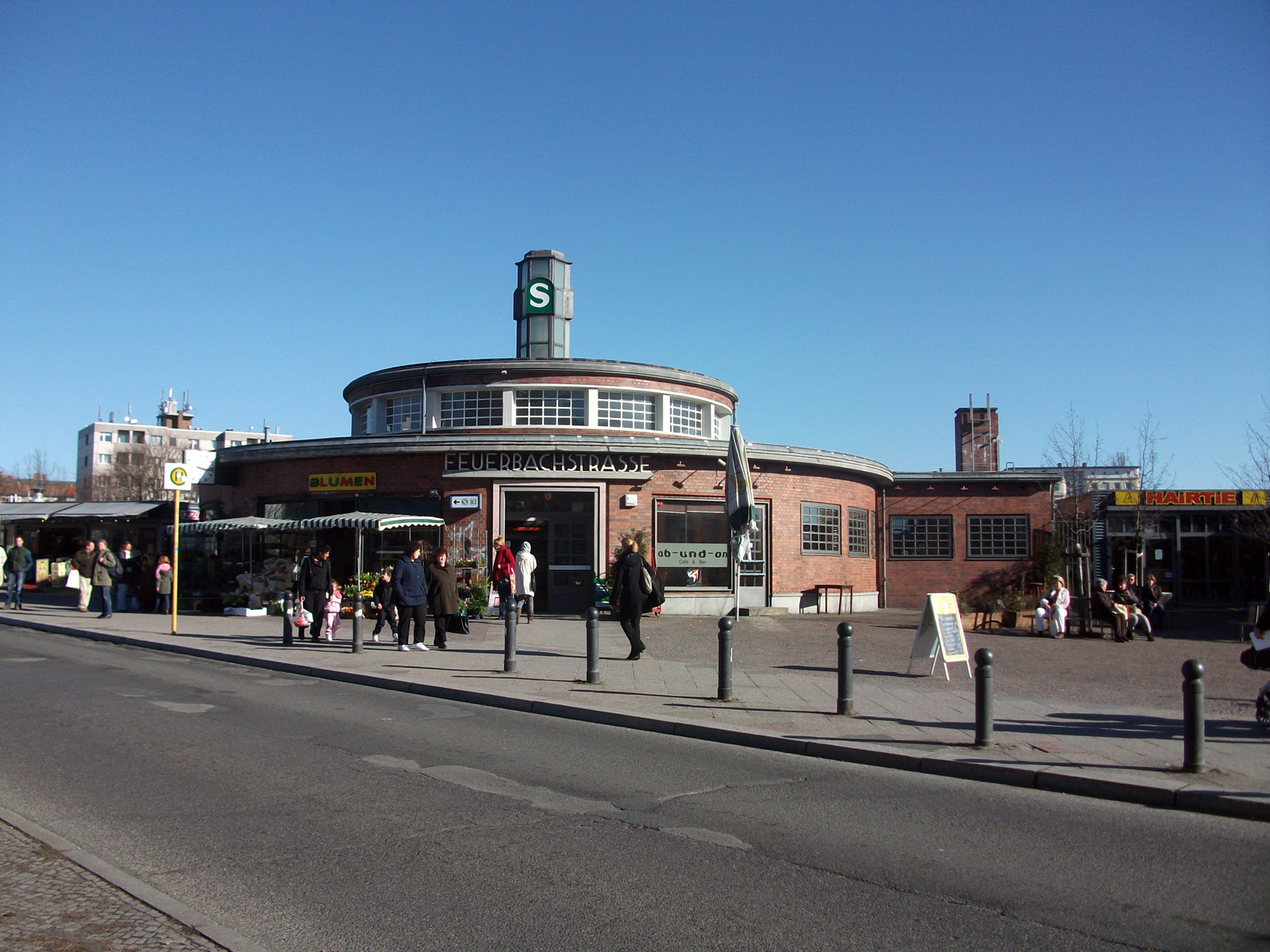
S-Bahnhof Feuerbachstraße (eröffnet: 1933), 2011

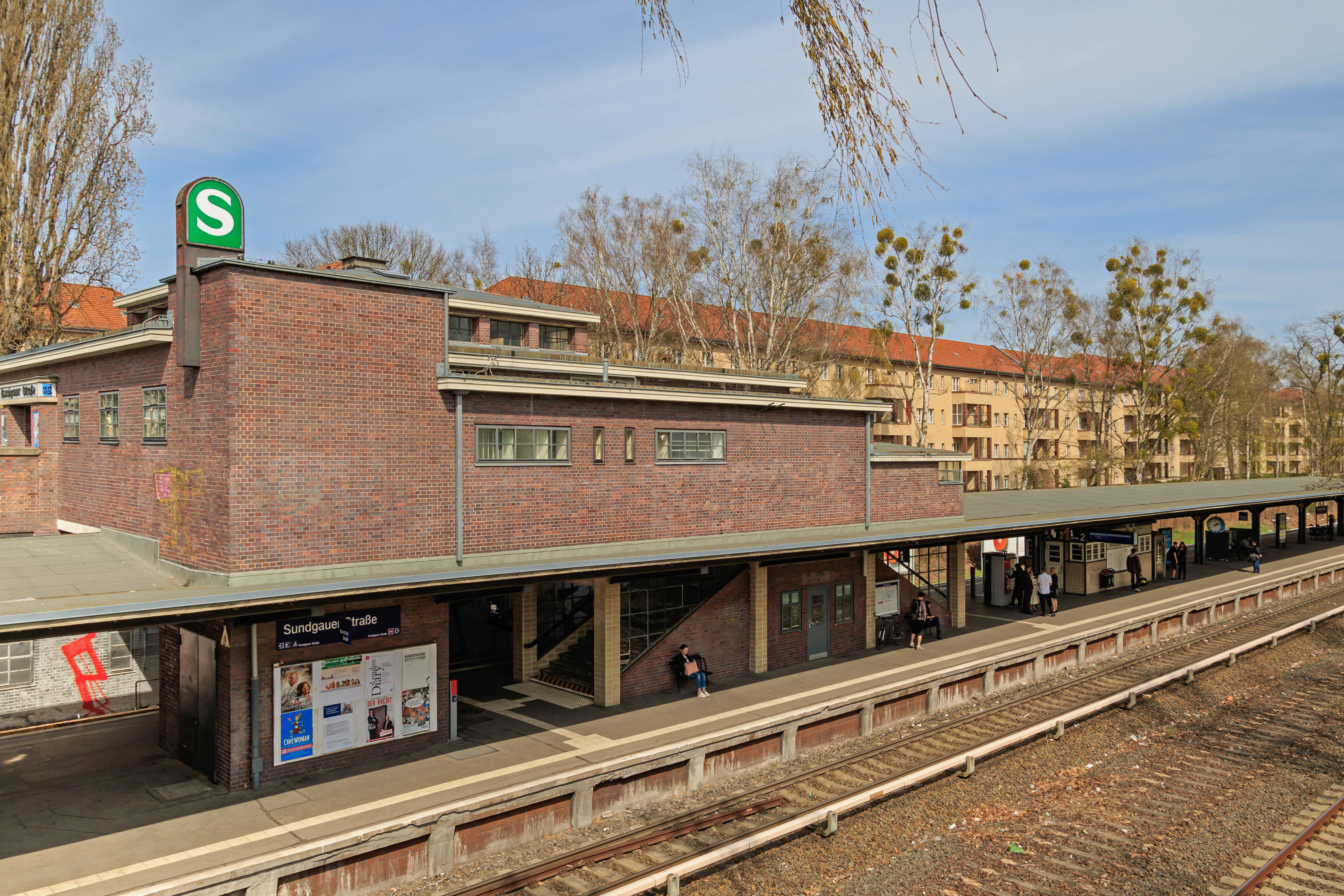
S-Bahnhof Sundgauer Straße (eröffnet: 1934), 2015

Infolge dieser Entwicklung war die Wannseebahn in den 1920er Jahren ins Hintertreffen geraten. Neben der schnelleren Stadtbahn – ab 1. Dezember 1930 als „S-Bahn“ bezeichnet – kamen weitere Punkte hinzu, die zu einem bedeutenden Verkehrsrückgang führten. Dies waren einmal der schlechte Umstieg zu den Ringbahnzügen, der nur zwischen den Bahnhöfen Großgörschenstraße und Schöneberg über einen 400 m langen Fußweg zwischen den Streckengleisen unter der Langenscheidtbrücke hindurch – dem sogenannten „Hammelgang“ – erfolgen konnte. Hinzu kamen die relativ ungünstige Lage des Wannseebahnhofs zum Berliner Stadtzentrum, da der Stadtbahnhof Friedrichstraße deutlich zentraler lag. Weitere Fahrgäste wanderten auf die Untergrundbahn ab, die 1929 vom Thielplatz nach Krumme Lanke unweit des Bahnhofs Zehlendorf West verlängert wurde. Die Berliner Verkehrsbetriebe planten außerdem den Bau einer Schnellstraßenbahn von Zehlendorf nach Potsdam. Die Fahrgastzahlen sanken dadurch bis 1929 auf 31,5 Millionen ab.
Im Herbst 1927 legte die Reichsbahndirektion Berlin der Hauptverwaltung der Deutschen Reichsbahn erste Pläne zur Elektrifizierung der Wannseebahn vor. Im Hinblick auf den geplanten Nordsüd-S-Bahn-Tunnel sollten unter anderem die Bahnanlagen im Kreuzungsbereich von Wannseebahn, Ringbahn und Lichterfelder Vorortbahn umgestaltet werden, um die Umsteigebeziehungen zwischen den drei Strecken zu verbessern. Die Pläne sahen vor, die Wannseebahngleise in den Ringbahnhof Ebersstraße zu verschwenken, anschließend sollte die Strecke entlang der Südringspitzkehre verlaufen. Ähnliches war für den Bahnhof Papestraße am Kreuzungspunkt von Ring- und Lichterfelder Vorortbahn vorgesehen. Der Bahnhof Schöneberg sollte zwei Bahnsteige für den Richtungsbetrieb erhalten. Als gemeinsamer Endbahnhof war der Potsdamer Ringbahnhof vorgesehen, dem aufzugebenden Wannseebahnhof wären anderweitige Aufgaben zugekommen. Die Bankierzüge sollten bei dem Vorhaben von allen Maßnahmen mit Ausnahme des Verschwenken der Ferngleise nach Westen unberührt bleiben. Zusätzlich waren für den Ausbau der Wannseebahn zwei neue Haltepunkte Feldstraße und Zehlendorf Ost vorgesehen. 1930 überarbeitete die RBD Berlin den Entwurf grundlegend und stellte drei Varianten für den Umbau im Raum Schöneberg vor, von denen die ersten beiden am Kreuzungspunkt von Wannsee- und Ringbahn einen Turmbahnhof vorsahen. Am 25. November 1931 teilte der Generaldirektor der Deutschen Reichsbahn Julius Dorpmüller der RBD Berlin mit, dass sich der Verwaltungsrat für den ersten Entwurf entschieden hätte. Neben dem Turmbahnhof wäre der bisherige Bahnhof Schöneberg von den Umbaumaßnahmen nicht betroffen gewesen, was insgesamt am kostengünstigen erschien. Als weitere Maßnahmen waren die Erneuerung des Oberbaus, die Elektrifizierung der Ferngleise Potsdamer Bahnhof – Zehlendorf Mitte und der Bau eines S-Bahn-Betriebswerkes am Bahnhof Wannsee vorgesehen. Das Bahnbetriebswerk am Landwehrkanal diente fortan dem Abstellen von Reisezugwagen. Die Verlängerung des Gütergleises Wannsee – Schlachtensee bis nach Zehlendorf Mitte sollte vorbereitet werden. Überdies waren die Kehranlagen für den elektrischen Betrieb umzubauen und die Bahnsteige von 76 auf 96 cm anzuheben. Die Bahnsteiggleise des Potsdamer Fernbahnhofs, an denen neben den Bankierzügen auch Fernzüge hielten, wurden abweichend hiervon auf 86 cm angehoben. Zu guter Letzt musste das Unterwerk Ebersstraße ausgebaut und ein zusätzliches Unterwerk in Lichterfelde West errichtet werden.
Am 1. März 1933 wurde der Turmbahnhof Schöneberg eröffnet. Der bisherige Ringbahnhof Ebersstraße wurde gleichzeitig aufgegeben, das Empfangsgebäude markiert seitdem den Westausgang des Bahnhofs Schöneberg. Weiter westlich ging an der Schöneberger Hauptstraße der Ringbahnhof Innsbrucker Platz in Betrieb. Im Vorfeld erhielt der Ringbahnhof Schöneberg ab 1. Dezember 1932 den Namen Kolonnenstraße. Die nach Plänen von Richard Brademann entworfenen Haltepunkte Feldstraße und Zehlendorf erhielten auf Wunsch der Stadt Berlin die Namen Feuerbachstraße und Sundgauer Straße.
Ab dem 15. Mai 1933 wurde die 18,61 km lange Strecke auf elektrischen Betrieb umgestellt. Das Bahnbetriebswerk Wannsee wurde vier Wochen zuvor am 15. April 1933 in Betrieb genommen. Gleichzeitig ging der S-Bahnhof Feuerbachstraße in Betrieb. Der S-Bahnhof Sundgauer Straße folgte am 1. Juli 1934, ebenso das Gütergleis Zehlendorf Mitte – Schlachtensee. Für den S-Bahn-Betrieb bestellte die Reichsbahn 51 Viertelzüge der als Bauart Wannseebahn bezeichneten späteren Baureihe ET/EB 1658. Die Fahrzeit der Wannseebahnzüge sank auf der Strecke zwischen Wannseebahnhof und Wannsee infolge der Elektrifizierung von 36 auf 29 Minuten, die der Bankierzüge zwischen Potsdamer Bahnhof und Zehlendorf Mitte von 15 auf elf Minuten. Die Zugfolge auf der Wannseebahn lag nach der Elektrifizierung weiterhin bei tagsüber zehn Minuten. Im Berufsverkehr wurde diese bis Zehlendorf, gelegentlich auch bis Wannsee auf fünf Minuten verdichtet. Die Bankierzüge fuhren morgens alle 20 Minuten und anschließend tagsüber stündlich. Ab 1936 waren auf der Strecke 120 km/h schnelle S-Bahn-Züge der späteren Baureihe ET/EB 125, insgesamt 18 Viertelzüge, im Einsatz. Die Kosten für die Maßnahmen beliefen sich auf rund 23 Millionen Mark (kaufkraftbereinigt in heutiger Währung: rund 121,5 Millionen Euro).
Nicht in direktem Zusammenhang mit der Wannseebahnelektrifizierung fanden zeitgleich weitere Modernisierungen statt. 1931/1932 ging am Bahnhof Neubabelsberg ein neues Empfangsgebäude in Betrieb, 1936 eröffnete die Reichsbahn am S-Bahnsteig einen pavillonartigen Zugang. Für beide Entwürfe zeichnete Richard Brademann verantwortlich. Weiterhin wurden in Absprache mit der Stadt Berlin diverse Brücken an der Strecke erneuert. Die mit Güterverkehrsanlagen ausgestatteten Bahnhöfe erhielten zwischen 1936 und 1938 den Vorsatz Berlin-, dies betraf die Bahnhöfe Wannsee, Steglitz, Lichterfelde West und Zehlendorf Mitte (der Zusatz Mitte entfiel hierbei). Nach dem Zusammenschluss der Gemeinden Neubabelsberg und Nowawes zur Stadtgemeinde Babelsberg erhielten die Bahnhöfe Neubabelsberg und Nowawes am 1. April 1938 die Namen Babelsberg Ufastadt und Babelsberg.
Der Bau des Nordsüd-S-Bahn-Tunnels führte zu weiteren Baumaßnahmen am nördlichen Ende der Strecke. Zur Einfädelung in den Tunnel mussten die Wannseebahngleise auf die Ostseite der Stammbahn verschwenkt werden, wofür ein kurzer Tunnel entstand. Der Bahnhof Großgörschenstraße wurde ebenfalls auf die Ostseite verlegt und bis an die Yorckstraße versetzt. Der „Hammelgang“ entfiel dadurch. Die ersten Pläne sahen einen viergleisigen S-Bahnhof Großgörschenstraße mit Richtungsbetrieb zwischen den Wannsee- und Ringzügen vor. Da der S-Bahnhof Kolonnenstraße ebenfalls viergleisig ausgebaut werde sollte, kam es zu einer abgespeckten Variante an der Großgörschenstraße mit nur einem Mittelbahnsteig für die Wannseebahn. Bis zum 6. Oktober 1939 fuhren die Züge den Wannseebahnhof an, der danach geschlossen wurde. Die Anlagen wurden danach für den Fernverkehr genutzt, die Bahnsteiggleise dienten zum Abstellen von Personenwagen. An den beiden darauffolgenden Tagen wurden die Weichenverbindungen zwischen den Strecken hergestellt, und ab dem 9. Oktober 1939 fuhren die Wannseebahnzüge durch den Tunnel bis nach Oranienburg. Der Abschnitt nördlich des Bahnhofs Schöneberg gehört seit den Umbaumaßnahmen betrieblich zur Strecke durch den Nord-Süd-Tunnel. Nachdem auch an der Wetzlarer Bahn durch den Grunewald bis 1937 durchgehende separate Vorortgleise errichtet worden waren, wird der Abschnitt zwischen Wannsee und Potsdam betrieblich nicht mehr zur Wannseebahn gezählt, sondern führt die Kilometrierung der Berliner Stadtbahn weiter.

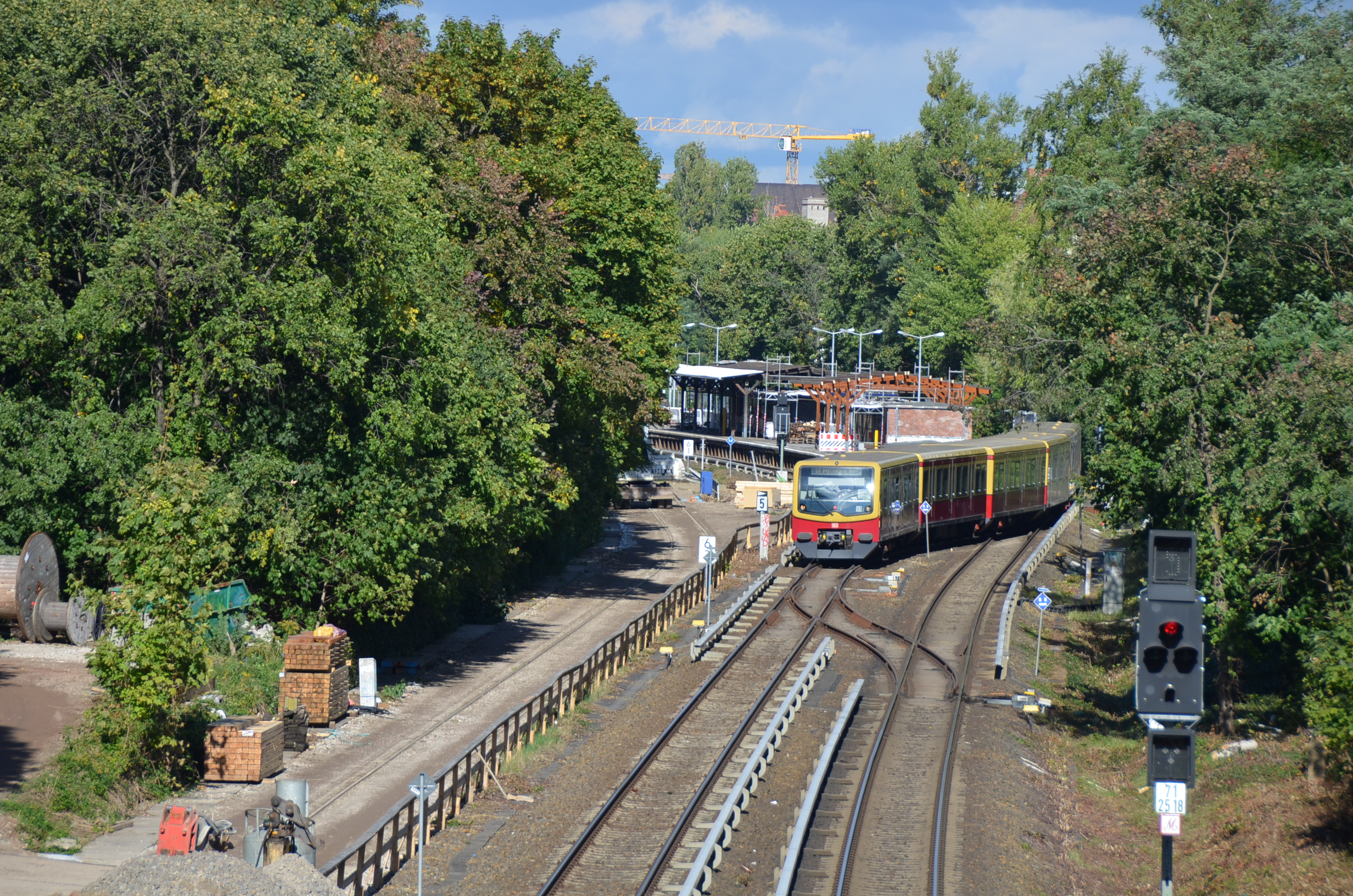
Wannseebahn beim S-Bahnhof Yorckstraße (Großgörschenstraße), 2013

Die ab 1937 aufgestellten Pläne zur Umgestaltung Berlins zur Welthauptstadt Germania sahen für die Wannseebahn selbst vergleichsweise geringe Änderungen vor. Die Verknüpfung zwischen den Bankierzügen, nun als Fern-S-Bahn oder FS-Bahn bezeichnet, und den normalen S-Bahn-Zügen in Zehlendorf sollte im Richtungsbetrieb erfolgen. Die FS-Bahn sollte als normale S-Bahn von Königs Wusterhausen über die Görlitzer Bahn und den Görlitzer Bahnhof über eine Ost-West-S-Bahn zum Tunnelbahnhof Anhalter Bahnhof führen und dann auf die ehemaligen Ferngleise wechseln. Die oberirdischen Anlagen des Potsdamer und Anhalter Bahnhofs sollten den Baumaßnahmen weichen. Am Schnittpunkt der geplanten Nord-Süd-Achse mit dem Generalszug sollte der zehngleisige Tunnelbahnhof Hornstraße entstehen. Das Vorortgleispaar sollte weiterhin von Potsdam nach Werder verlängert werden, zudem war eine separate S-Bahn-Strecke parallel zur Stammbahn zwischen Zehlendorf und Babelsberg Ufastadt vorgesehen.

### Zweiter Weltkrieg und Nachkriegszeit
Während des Zweiten Weltkriegs blieb das theoretische Fahrplanangebot auf der Wannseebahn nahezu beständig, auch die Bankierzüge sollen bis zum 18. Februar 1945 im 20-Minuten-Takt gefahren sein. Spätestens im April 1945 war der Potsdamer Bahnhof durch alliierte Luftangriffe so stark beschädigt worden, dass der Zugverkehr eingestellt werden musste. Durch die weitgehende oder vollständige Zerstörung der Brücken über den Landwehr- und Teltowkanal wurde die Strecke mehrfach unterbrochen. Am 2. Mai 1945 kam es dann zur Sprengung des Nordsüd-S-Bahn-Tunnels in Höhe des Landwehrkanals, wodurch der Tunnel und weite Teile des U-Bahn-Netzes überflutet wurden. Nach der Kapitulation kam die Demontage von Gleisen zu Reparationszwecken hinzu; die Wannseebahn blieb zwischen Berlin und Wannsee weiterhin zweigleisig, von Wannsee bis zum Teltowkanal bestand ein Gleis, dahinter bis Potsdam wurden vorerst beide Gleise entfernt.
Auf dem Abschnitt Schöneberg – Wannsee fuhren ab dem 6. Juni 1945 morgens und abends jeweils ein Zugpaar. Kurze Zeit darauf wurde zwischen Wannsee und Großgörschenstraße ein Pendelbetrieb mit täglich vier, ab dem 21. Juli zwölf Zugpaaren durchgeführt. Infolge des gefluteten Tunnels ging die Reichsbahn dazu über, eine Verbindung von der Großgörschenstraße zur 1944 aufgegebenen Südringspitzkehre herzustellen, sodass die Wannseebahnzüge ab dem 6. August zum Potsdamer Ringbahnhof fahren konnten. Gleichzeitig wurde der zweigleisige Betrieb zwischen Großgörschenstraße und Wannsee wieder aufgenommen und die Zugfolge auf der gesamten Strecke auf 20 Minuten verdichtet. Ab dem 6. September 1945 wurde in Spitzenzeiten auch ein Zehn-Minuten-Takt zwischen Potsdamer Ringbahnhof und Zehlendorf angeboten. Der Bankierzugverkehr wurde hingegen nicht wiederaufgenommen. Die Züge wurden den übrigen Baureihen angepasst und die Stromschienen für den Wiederaufbau der vollständig abgebauten Vorortstrecke Berlin – Erkner verwendet. Von Wannsee aus bestand ab dem 16. Februar 1946 wieder S-Bahn-Verkehr nach Stahnsdorf, allerdings musste am Teltowkanal umgestiegen werden, wofür beiderseits des Kanals Notbahnsteige errichtet wurden. Den Überweg bildete eine Fußgängerbrücke. Der Potsdamer Abschnitt war wegen fehlender Kreuzungsgleise bis zum 12. Mai 1946 nur im 30-Minuten-Takt befahrbar, danach alle 20 Minuten. Ab dem 7. Juli 1946 war wieder ein durchgehender Verkehr möglich. In der Berliner Innenstadt fuhren die S-Bahn-Züge ab dem 27. Juli 1946 durch den Nordsüd-S-Bahn-Tunnel bis Bahnhof Friedrichstraße, ab dem 16. November 1947 bis zum Stettiner Bahnhof. Ab dem 6. Juni 1948 war der nördliche Endpunkt in Birkenwerder, wo ein Pendelanschluss nach Oranienburg bestand. Der durchgehende Verkehr nach Oranienburg bestand wieder ab dem 8. Februar 1950.

### Die Wannseebahn in der geteilten Stadt
Der Fahrplan von 1961 sah auf der Zuggruppe 1 von Wannsee nach Oranienburg einen durchgehenden 20-Minuten-Takt vor, Verstärkerfahrten zwischen Wilhelmsruh und Wannsee verdichteten diesen tagsüber auf einen Zehn-Minuten-Takt. Mit dem Bau der Berliner Mauer im Jahr 1961 musste der Verkehr auf den Abschnitt Wannsee–Frohnau gekürzt werden, wobei an den Ost-Berliner Tunnelbahnhöfen (mit Ausnahme des Bahnhofs Friedrichstraße als Grenzübergang) nicht gehalten wurde. Die Verstärker wurden auf den Abschnitt Anhalter Bahnhof – Wannsee reduziert. Der anschließende S-Bahn-Boykott hatte einen drastischen Fahrgastrückgang von rund vier Fünfteln zur Folge. Da die Fahrgeldeinnahmen zurückgingen und auch die Anstellung bei der Reichsbahn in West-Berlin als verpönt galt, rüstete diese die Strecken ab 1967 auf Ein-Mann-Betrieb um.
Nach dem Streik der West-Berliner Beschäftigten der Deutschen Reichsbahn im September 1980 wurde der Fahrgastbetrieb der Wannseebahn nicht wieder aufgenommen. Sie diente aber weiterhin für Betriebsfahrten zwischen dem Nord-Süd-Tunnel und dem S-Bahn-Betriebswerk Wannsee, um Züge von den Strecken Lichtenrade/Lichterfelde Süd–Heiligensee überführen zu können. Um die Leerfahrten zu beschleunigen, wurden die Signale ungültig gemacht.

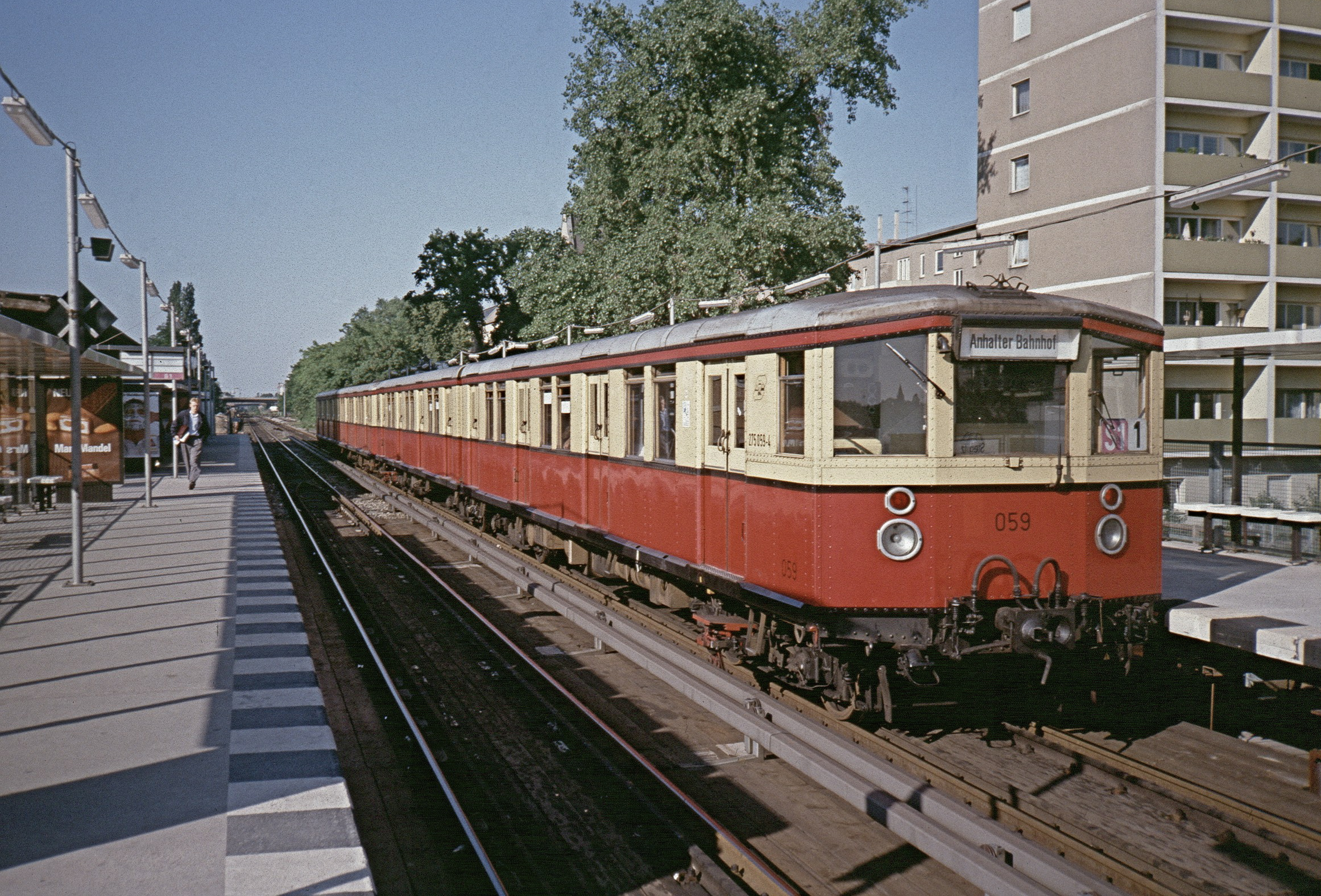
Behelfsbahnsteig am S-Bahnhof Rathaus Steglitz während des Umbaus der Überführung Albrechtstraße, 1989

Am 9. Januar 1984 wurde der Betrieb der S-Bahn im Westteil Berlins von der Deutschen Reichsbahn an den Berliner Senat übergeben, der die BVG mit der Betriebsführung beauftragte. In der Bevölkerung wurde gefordert, auch den Fahrgastbetrieb auf der Wannseebahn wiederaufzunehmen. Hierfür waren umfangreiche Arbeiten insbesondere an den Bahnhöfen erforderlich. Am 1. Februar 1985, wenige Wochen vor der Wahl zum Abgeordnetenhaus von Berlin am 10. März 1985, konnte die Strecke wiedereröffnet werden. Die Linie S1 verkehrte zwischen Wannsee und Anhalter Bahnhof. Die von Lichtenrade kommende Linie S2 endete im Januar 1984 zunächst am Anhalter Bahnhof, war aber bereits im Mai des gleichen Jahres zunächst bis Gesundbrunnen und im Herbst bis Frohnau verlängert worden.
Wegen Umbauarbeiten der Bahnbrücke über die Albrechtstraße wurden von Ende 1988 bis Mitte 1990 die S-Bahn-Gleise im Bereich des Bahnhofs Steglitz über die Fernbahntrasse der Stammbahn verschwenkt und Behelfsbahnsteige angelegt.

### Entwicklung seit 1989

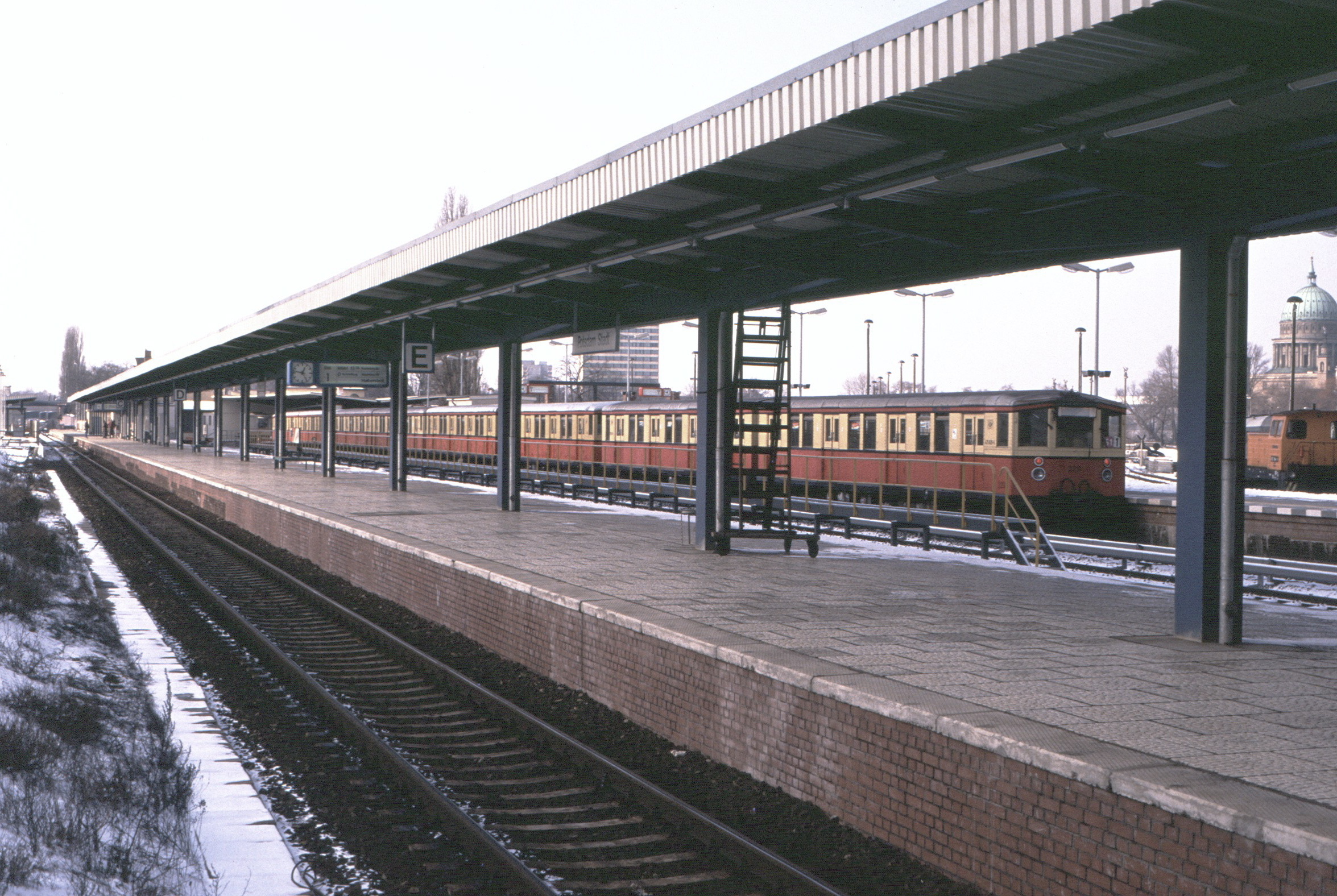
S-Bahnhof Potsdam Stadt, 1993

Seit dem Fall der Berliner Mauer wird die Strecke seit 1992 von der Linie S1 von Wannsee bis Oranienburg befahren. Im gleichen Jahr wurde auch der S-Bahn-Verkehr zwischen Wannsee und Potsdam wieder aufgenommen, dieser wird heute von der Linie S7 bedient.
Zwischen 1999 und 2003 wurde die Strecke zwischen Anhalter Bahnhof und Wannsee in mehreren Bauabschnitten grundlegend saniert. Durch Installation neuer Signaltechnik und eines Elektronischen Stellwerks ist nun ein Fünf-Minuten-Takt auf diesem Streckenabschnitt möglich. Die Streckenhöchstgeschwindigkeit wurde von 80 km/h auf 100 km/h angehoben.
Heute ist die Wannseebahn wieder eine wichtige Verbindung aus den südwestlichen Wohngebieten nach Berlin-Mitte sowie in das Parlaments- und Regierungsviertel. Die Nachfrage ist stetig gestiegen, sodass neben dem 10-Minuten-Grundtakt seit Anfang der 2000er Jahre auf dem südlichen Teil der Linie S1 zusätzliche Verstärkerzüge in der Hauptverkehrszeit eingesetzt werden, die von 2009 bis 2016 aufgrund der Betriebseinschränkungen bei der Berliner S-Bahn jedoch nicht angeboten wurden.
Die weitgehend eingleisige Strecke zwischen Berlin-Wannsee und Potsdam Hauptbahnhof ist verspätungsanfällig. Daher wurde ein rund 700 m langer Streckenabschnitt vom Potsdamer Hauptbahnhof in Richtung Babelsberg zweigleisig ausgebaut und das Kehrgleis am Potsdamer Hauptbahnhof von der Ost- auf die Westseite verlegt. Die Gesamtkosten wurden 2014 mit rund 6,6 Millionen Euro veranschlagt. Die erweiterten Gleisanlagen gingen am 25. März 2019 in Betrieb, zusammen mit dem im Streckenabschnitt Berlin-Wannsee (ausschließlich) bis Potsdam Hauptbahnhof neu installierten Zugbeeinflussungssystem ZBS.